# 千歳アウトレットモール・レラ
千歳アウトレットモール・レラ（ちとせアウトレットモール・レラ）は、北海道千歳市にあるアウトレットモール。「レラ」（Rera）とは、アイヌ語で「風」の意味。

## 概要
開業当時、屋外型アウトレットモールとして、北海道で最大規模だった。
アメリカ合衆国の不動産投資顧問会社「ラサール・インベストメント・マネージメント・インク」がアジア不動産向けの投資ファンド「ラサール・アジア・リカバリーファンド」に組み入れて開発した。
千歳市工業団地の「千歳オフィス・アルカディア」に立地しており、道央自動車道のインターチェンジ、南千歳駅や新千歳空港までのアクセスが良いこと、支笏湖などへの観光が楽しめるエリアであることによって進出を決めた。周辺には「千歳オフィスアルカディアレンタカー施設」やレンタカー会社の営業所が集積。
開業翌年の2006年（平成18年）から、アジア各国で海外営業を展開した。
2010年（平成22年）に、ライバルとなる屋内型「三井アウトレットパーク 札幌北広島」が開業した後は、ファミリー層や海外からの観光客を囲い込む差別化戦略を図った。しかし、この頃から20区画以上が空き区画、あるいは、ガチャポンルーム、休憩ルーム、サテライトインフォメーションといった「事実上の空き区画」となった。
2024年1月15日、既存のテナントとの契約更新を行わず、運営を終了する方針を運営会社が固めたと報道された。
2024年11月1日、大規模商業施設としての営業を終了、契約期間が残っている飲食店など4店のみの営業となった。
2025年4月24日、P1・P2駐車場、大型バス専用駐車場を閉鎖。翌日以降敷地内のイエローゲート付近に移動した。
帝国データバンクは、雨や風、雪がしのげない屋外型施設であることが、営業衰退の原因とみる。

## 沿革
- 2004年（平成16年）：ラサール・インベストメント・マネジメント・インクが千歳でのアウトレットモール開発計画を発表[16]。
- 2005年（平成17年）4月29日：「千歳アウトレットモール・レラ」オープン、当初95店舗が出店[16]。
- 2006年（平成18年）：第2期拡張工事着手[16]。
- 2007年（平成19年）4月19日：第2期拡張プレオープン[17]
  - 4月20日 第2期拡張オープン、新店舗50店が出店[16]。
- 2010年（平成22年）：第3期拡張で千歳マッスルパークがオープン。新たなテナントが一度に30店舗以上出店[18]。
- 2010年（平成22年）：千歳市の隣の北広島市に、屋内型施設の三井アウトレットパーク札幌北広島がオープンし、集客合戦が激化した。以後、徐々に海外からの旅行客によるインバウンド消費目的へとシフトする[12]。
- 2011年（平成23年）8月28日：千歳マッスルパークが閉鎖。
- 2013年（平成25年）：千歳市と「官民協働による産業活性化のための連携と協力に関する包括協定」を締結[16]。
- 2017年（平成29年）9月29日：フードコートをリニューアル[19]。
- 2018年（平成30年）8月30日：セリア千歳アウトレットモールレラ店がオープン。
- 2019年（令和元年）11月23日：キッズUSランドレラ店オープン[20]。
- 2020年（令和2年）8月16日：ラオックス千歳アウトレットモールレラ店閉店[21]。
- 2024年（令和6年）
  - 1月15日：管理会社などが今後既存テナントとの契約更新を行わず、運営を終了する方針との報道がされる[12]。
  - 11月1日：同日付けで、北海道に大規模商業施設としての廃止を届け出[7]。
- 2025年（令和7年）4月24日：P1・P2駐車場、大型バス専用駐車場を閉鎖[13][14]。

## 施設
モール内はペット同伴で入場することができ、一部の店舗はペット同伴が可能。「アトリウム前広場」や「レラアトリウム」、「レラスクエア」、「キッズプロムナード」、「レラドーム」はイベント・スペースになっていた。
フードコート「HOKKAIDOソラキッチン」（旧フードフォレスト）やラーメン店が集結した「ラーメン博覧会」、カフェ、道産品を取り揃えた「北海道新発見ファクトリー」、道産ショップ「HOKKAIDO ソラマルシェ」、セリアなどが入った。
開業当初は全体が洋風でカラフルなデザインになっており、乗馬体験などもすることができ、テーマパークのような雰囲気だった。後に外壁が白と茶色のシンプルな色合いになり、乗馬体験も廃止され、華やかさが薄れた。フードコートには正午になると動き出す熊の装飾が3つあるが、後期には稼働停止された。

## アクセス
新千歳空港から無料のシャトルバスを運行している。
- 北海道旅客鉄道（JR北海道）南千歳駅から徒歩約3分
- 北海道中央バス・北都交通「南千歳駅」バス停から徒歩約5分
- 道央自動車道千歳ICから車で約10分
- 道東自動車道千歳東ICから車で約15分

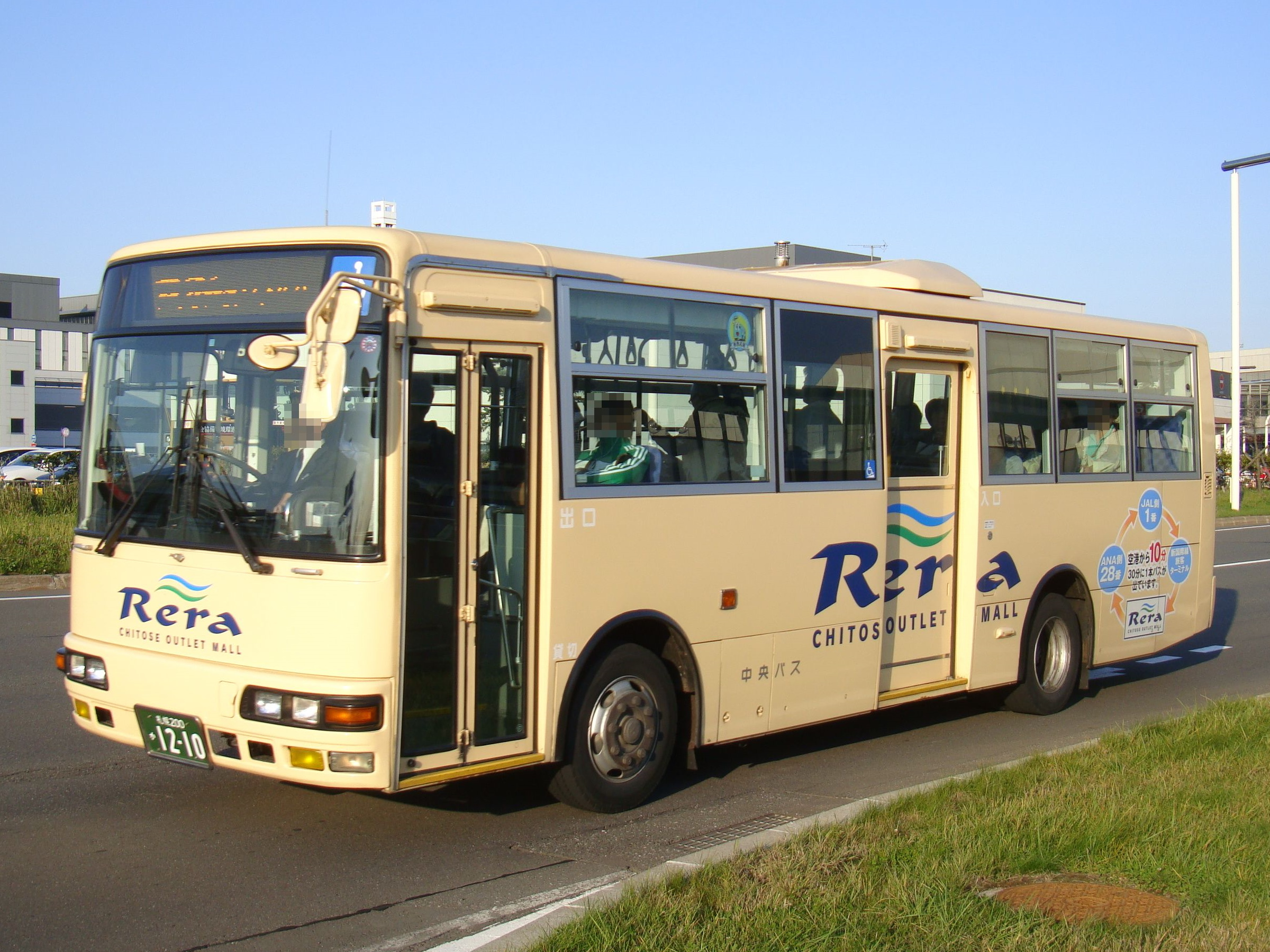
シャトルバス（2012年10月）